# Гецов, Стефан
Стефан Йорданов Гецов (3 июля 1932, Мыглиж — 10 сентября 1996, София) — болгарский актёр театра и кино. Народный артист Народной Республики Болгарии (1965), Заслуженный артист Народной Республики Болгарии (1963), Почётный гражданин Бургаса (1970).
Среднее образование получил в городе Казанлык. С 1950 по 1954 год изучал театральное мастерство под руководством профессора Н. Масалитинова в Национальном институте театрального искусства «Кръстьо Сарафов».
Затем на протяжении многих лет играл на сцене Национального театра им. Ивана Вазова, создал ряд замечательных театральных ролей.
Умер 10 сентября 1996 года в Софии.

## Фильмография
Снимался в кино с 1956 года. Благодаря внешнему сходству, во многих фильмах исполнял роль болгарского лидера Георгия Димитрова.
- 1984 — 681-Величие хана
- 1981 — Хан Аспарух — Верховный жрец Тангре
- 1979 — По тропе пропавших без вести — Александр Стамболийский
- 1978 — Големият товар
- 1977 — Солдаты свободы — Георгий Димитров
- 1976 — Дополнение к закону о защите государства — Георгий Димитров
- 1976 — Сноха — Юрталана
- 1976 — Гореть, чтобы светить (сериал) — Милев
- 1974 — На жизнь и смерть — Саваков
- 1973 — Дочь начальника
- 1973 — Опак човек — Попето, руководитель
- 1972 — Наковальня или молот — Георгий Димитров
- 1969 — На каждом километре —
- 1969 — Царь Иван Шишман — Царь Иван Шишман
- 1964 — Непримиримые — Самотня
- 1957 — Клятва гайдука
- 1956 — Две победы — Керим